# Windows Server更新服务
Windows Server更新服务（缩写WSUS），曾称为软件更新服务（Software Update Services，缩写SUS），是微软公司开发的一个计算机程序，它允许管理员管理已为微软产品发布的更新和热修复补丁分发到企业环境中的计算机。WSUS从微软更新网站下载这些更新，然后分发它们到网络上的计算机。企業組織內的計算機無需外連即可取得更新，節省對外頻寬；對於因資安政策等考量而不被允許外連的電腦，仍可藉WSUS下載更新。WSUS运行在Windows Server上，免费授权给微软客户。

## 历史
WSUS的首个版本被称为“软件更新服务”（Software Update Services，缩写SUS）。它在最初只分发适用于微软操作系统的热修复和补丁。在Windows Server操作系统上运行的SUS会从远端的同样由微软运营的Windows Update网站下载适用特定Windows版本的更新。客户端也可以从内部服务器而非连接到Windows Update服务器下载更新。微软原定SUS的支持将在2016年12月6日结束，但基于用户反馈，日期被延长到2017年7月10日。
WSUS建立在SUS基础上，并扩展了它可以更新的软件范围。WSUS可以自动下载更新、热修复、服务包、驱动程序和功能包，从一个中心服务器到到一个组织中的客户端。

## 操作
Windows Server Update Services 2.0及以上版本包含一个微软更新包的资料库。它允许管理员在更新发布前批准或拒绝，强制在指定日期安装更新，以及获取各台机器需要哪些更新的广泛报告。系统管理员也可以配置WSUS为自动批准某类更新（关键更新、安全更新、服务包、驱动程序等）。这也可配置为仅“检测”更新，允许管理员查看各机器需要的更新并且不安装它们。
管理员可以使用WSUS的组策略配置客户端的自动更新，确保最终用户不能禁用或绕过公司的更新策略。WSUS不需要使用Active Directory；客户端配置也可以通过修改本地组策略或Windows注册表应用。
WSUS使用.NET Framework、Microsoft管理控制台（MMC）和Internet Information Services.（IIS）。WSUS 3.0使用SQL Server Express或Windows Internal Database作为其数据引擎，而WSUS 2.0使用WMSDE。系统中心配置管理器（SCCM）可以操作WSUS，并且可将第三方安全更新导入产品。

## 版本历史
| 版本                        | 日期           | 备注 |
| --------------------------- | -------------- | --- |
| 2.0 发布候选                | 2005年3月22日  | |
| 2.0 RTM                     | 2005年6月6日   | |
| 2.0 Service Pack 1          | 2006年5月31日  | 添加对Windows Vista客户端的支持，更多客户端语言，使用Microsoft SQL Server 2005作为数据库后端，以及改进基于网页的用户界面性能 |
| 3.0 beta 2                  | 2006年8月14日  | 基于MMC的用户界面和大量新功能                                                                                                |
| 3.0 发布候选                | 2007年2月12日  | |
| 3.0 RTM                     | 2007年4月30日  | WSUS 3.0和WSUS Client 3.0在2007年5月22日正式提供                                                                             |
| 3.0 Service Pack 1 发布候选 | 2007年11月1日  | |
| 3.0 Service Pack 1 RTM      | 2008年2月7日   | |
| 3.0 Service Pack 2 RTM      | 2009年8月25日  | 内置在Server 2008 R2中 |
| 4.0 RTM                     | 2012年10月26日 | 内置在Server 2012中 |
| 5.0                         | 2016年9月26日  | 内置在Server 2016中 |
| 10                          | 2019年         | 内置在Server 2019中，與5.0版相同，僅更改軟體組建版本號碼                                                                     |